# Uca speciosa
Uca speciosa är en kräftdjursart som först beskrevs av Ives 1891.  Uca speciosa ingår i släktet vinkarkrabbor, och familjen Ocypodidae. Utöver nominatformen finns också underarten U. s. speciosa.